# 크리스티나 양
크리스티나 양(영어: Cristina Yang)은 숀다 라임스가 제작한 TV 드라마 《그레이 아나토미》의 등장인물이다. 주인공 메러디스 그레이와 함께 입사한 인물로 메러디스와 친해진 실력 있는 외과의이다. 프레스턴 버크와의 연애사가 유명하고 오언 헌트와 결혼했지만 곧 이혼했다. 시즌1부터 시즌10까지 주역으로 등장했으며, 샌드라 오가 연기했고, KBS 한국어 더빙판에선 전숙경 성우가 연기했다. 배우와 마찬가지로 한국계 미국인으로 설정되어 있다.